# David Wilkie
David Wilkie (n. 8 martie 1954, Colombo, Dominionul Ceylon⁠(d) – d. 22 mai 2024) a fost un înotător britanic, medaliat olimpic. A participat la 2 ediții ale Jocurilor Olimpice (1972, 1976) în care a câștigat două medalii de aur și 3 medalii de argint.